# Mościejewo

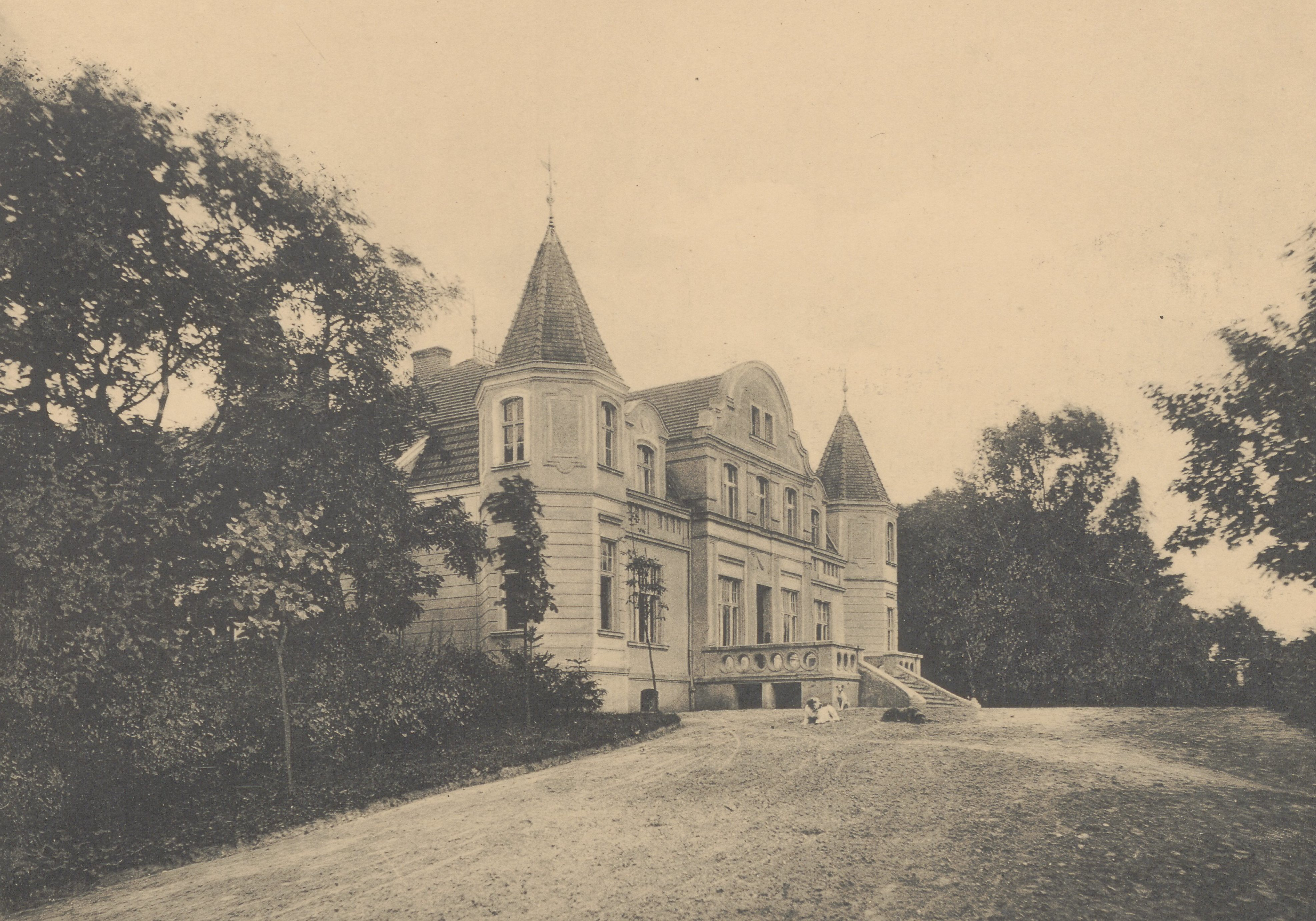
Widok dworu przed 1912

Mościejewo – wieś sołecka w Polsce położona w województwie wielkopolskim, w powiecie międzychodzkim, w gminie Kwilcz.

## Historia
Wieś pierwotnie związana była z Wielkopolską. Ma metrykę średniowieczną i istnieje co najmniej od początku XV wieku. Wymieniona w dokumencie zapisanym po łacinie z 1419 Mosszeyewo, 1423 Moszczegewo, 1424 Moscyewo, Mosczeyewo, 1445 Mosczigewo, Mosczyewo, 1448 Mosczyegyewo, 1453 Moszcheyewo, 1474 Moszegewo, 1508 Mosczyeyewo, 1590 Mosczieiow.
Miejscowość była wsią szlachecką należącą do lokalnego wielkopolskiego rodu szlacheckiego Mościejewskich, którzy przyjęli odmiejscowe nazwisko od nazwy wsi. W 1465 leżała ona w powiecie poznańskim Korony Królestwa Polskiego, a w 1510 należała do parafii Chrzypsko.
W 1419 Niemierza Starszy z Lubosza koło Pniew sprzedał Dobrogostowi z Szamotuł dla ufundowanej przez niego altarii w kościele parafii w Szamotułach 10 grzywien czynszu od sumy głównej 120 grzywien na wsi Mościejewo. W 1423 Dobrogost i Wincenty z Szamotuł ufundowali kolegium mansjonarzy w kościele parafialnym w Szamotułach i zapisali mu 51 grzywien czynszu z różnych dóbr, m.in. z Mościejewa. W 1465 wojewoda kaliski Stanisław z Ostroroga herbu Nałęcz kupił od Sędziwoja z Grodziska prawa do połowy Mościejewa za 800 złotych. W 1465 kupił on od Jana tenutariusza międzyrzeckiego drugą połowę wsi za 1000 grzywien. W 1467 jednak sprzedał Piotrowi z Lubosza Mościejewo za 900 grzywien. W latach 1467–1483 właścicielem wsi był Piotr Mościejewski. W 1570 Krzysztof Lwowski sprzedał z zastrzeżeniem prawa wykupu Janowi Zakrzewskiemu wieś Mościejewo z wyjątkiem młyna zwanego Nadolnik za 1300 złotych polskich. W 1590 kasztelan kamieński Marcin Lwowski zapisał żonie Gertrudzie posag i wiano na połowie dóbr Lwówek, w tym m.in. na Mościejewie wraz z młynami, stawami i jeziorami.  
W latach 1469–1499 wieś odnotowano w wykazach zaległości podatkowych. W latach 1508–1509 miał miejsce we wsi pobór podatków od 6 łanów, po wiardunku od 2 młynów. W 1510 pobrano podatek od 6,5 łana. W 1564 w Mościejewie było 9 łanów. W 1577 płatnikiem poboru był Marcin Lwowski. W 1580 płatnik poboru Marcin Lwowski zapłacił podatki od 13 półłanków, 4 zagrodników, karczmarza na 2 półłankach oraz 2 kwartach roli. Odnotowano także trzy młyny o nazwach Górny, Pośrednik i Nadolnik, każdy o dwóch kołach wodnych.
W wyniku II rozbioru Rzeczypospolitej w 1793, miejscowość przeszła w posiadanie Prus i jak cała Wielkopolska znalazła się w zaborze pruskim. W okresie Wielkiego Księstwa Poznańskiego (1815-1848) miejscowość należała do wsi większych w ówczesnym pruskim powiecie Międzyrzecz w rejencji poznańskiej. Mościejewo należało do okręgu kwileckiego tego powiatu i stanowiło odrębny majątek, którego właścicielami byli wówczas Szczanieccy. Według spisu urzędowego z 1837 roku wieś liczyła 217 mieszkańców, którzy zamieszkiwali 25 dymów (domostw).
W latach 1925–1930 wzniesiono kościół parafialny pw. Matki Boskiej Częstochowskiej. 
Właścicielem Mościejewa był podpułkownik rezerwy kawalerii Konstanty Hubert Chłapowski (1883–1939), w czasie powstania wielkopolskiego dowódca odcinka powstańczego Międzyrzecz – Międzychód – Wieleń, prezes Związku Oficerów Rezerwy Ziem Zachodnich, odznaczony Krzyżem Oficerskim Oficerskim Orderu Odrodzenia Polski, Krzyżem Niepodległości (29 grudnia 1933) i Krzyżem Walecznych, aresztowany przez hitlerowców w 1939.
W latach 1975–1998 miejscowość administracyjnie należała do województwa poznańskiego.

## Zabytki
W parku krajobrazowym założonym w XX w. rosną w większości drzewa liściaste, niektóre osiągnęły wymiary pomnikowe: lipy drobnolistne, topole czarne, olsze czarne, buk zwyczajny, świerki pospolite.
Zabytki znajdujące się na terenie wsi to: Grota Maryjna i dwór z początku XX w.